# Melittia madureae
Melittia madureae is een vlinder uit de familie wespvlinders (Sesiidae), onderfamilie Sesiinae.
Melittia madureae is voor het eerst wetenschappelijk beschreven door Le Cerf in 1916. De soort komt voor in het Oriëntaals gebied.